# Inline-Speedskating-Europameisterschaften 1993
Die Europameisterschaften wurden im französischen Valence d’Agen ausgetragen. Die Bahn-Wettkämpfe fanden vom 16. bis 20. Juli und die Straßen-Wettkämpfe vom 22. bis 25. Juli 1993 statt.

## Frauen
| Distanz              | Gold                                                         | Silber                                                  | Bronze                                                |
| Bahn                 | Bahn                                                         | Bahn                                                    | Bahn                                                  |
| -------------------- | ------------------------------------------------------------ | ------------------------------------------------------- | ----------------------------------------------------- |
| 300 m Einzelsprint   | Valerie Dieumegard                                           | Giovanna Troldi                                         | Michaela Manucci                                      |
| 500 m Sprint         | Michaela Manucci                                             | Giovanna Troldi                                         | Inge de Hertoghe                                      |
| 1000 m Sprint        | Giovanna Troldi                                              | Eva Sanchez                                             | Valerie Dieumegard                                    |
| 3000 m Massenstart   | Nicoletta Barbe                                              | Eva Sanchez                                             | Araceli Larrea                                        |
| 5000 m Punkte        | Moira Tolomei                                                | Eva Sanchez                                             | Cristina Sanfratello                                  |
| 8000 m Massenstart   | Cristina Sanfratello                                         | Caroline Lagrée                                         | Sandrine Plu                                          |
| 10000 m Ausscheidung | Maria Tereza Garcia                                          | Cristina Sanfratello                                    | Caroline Lagrée                                       |
| 5000 m Staffel       | Spanien Eva Sanchez Maria Tereza Garcia Araceli Larrea       | Deutschland Anne Titze Michaela Heinz Kerstin Sacré     | Belgien Nico Briffaerts Inge de Hertoghe Hilde Pinnoy |
| Straße               |                                                              |                                                         |                                                       |
| 300 m Einzelsprint   | Anne Titze                                                   | Sonja Elosegui                                          | Anne-Francoise Leveufre                               |
| 500 m Sprint         | Elisabetta Giorgini                                          | Michaela Manucci                                        | Inge de Hertoghe                                      |
| 1000 m Sprint        | Hilde Goovaerts                                              | Edurne Elcano                                           | Anne Titze                                            |
| 3000 m Massenstart   | Michaela Manucci                                             | Luana Pilia                                             | Anne Titze                                            |
| 5000 m Massenstart   | Sandrine Plu                                                 | Hilde Goovaerts                                         | Antonella Mauri                                       |
| 8000 m Massenstart   | Hilde Goovaerts                                              | Antonella Mauri                                         | Caroline Lagrée                                       |
| 10000 m Ausscheidung | Antonella Mauri                                              | Anne Titze                                              | Eva Sanchez                                           |
| 5000 m Staffel       | Italien Michaela Manucci Elisabetta Giorgini Antonella Mauri | Spanien Eva Sanchez Maria Tereza Garcia Nazaret Menedez | Deutschland Anne Titze Michaela Heinz Kerstin Sacré   |

## Männer
| Distanz              | Gold                                                   | Silber                                                | Bronze                                                       |
| Bahn                 | Bahn                                                   | Bahn                                                  | Bahn                                                         |
| -------------------- | ------------------------------------------------------ | ----------------------------------------------------- | ------------------------------------------------------------ |
| 300 m Einzelsprint   | Michael Bolivard                                       | Wilmer Paloschi                                       | Pier Luigi Lorenzo                                           |
| 500 m Sprint         | Wilmer Paloschi                                        | Pascal Gravouil                                       | Armando Capannolo                                            |
| 1500 m Sprint        | annulliert                                             | annulliert                                            | annulliert                                                   |
| 5000 m Massenstart   | Arnaud Gicquel                                         | Armando Capannolo                                     | Wouter Heytens                                               |
| 10000 m Punkte       | Marco Giannini                                         | Arnaud Gicquel                                        | Jesus Lamberto                                               |
| 15000 m Massenstart  | Jesus Lamberto                                         | Carlos Lamberto                                       | Arnaud Gicquel                                               |
| 20000 m Ausscheidung | Arnaud Gicquel                                         | Jesus Lamberto                                        | Filippo de Riu                                               |
| 10000 m Staffel      | Frankreich Arnaud Gicquel Michael Bolivard Alain Nègre | Belgien Nico Briffaerts Wouter Heytens Davy Willems   | Deutschland Dirk Breder Roland Klöß Harald Hertrich          |
| Straße               |                                                        |                                                       |                                                              |
| 300 m Einzelsprint   | Luca Antoniel                                          | Dirk Breder                                           | Sergio Ugarte                                                |
| 500 m Sprint         | Armando Capannolo                                      | Luca Antoniel                                         | Dirk Breder                                                  |
| 1500 m Sprint        | David Mariani                                          | Luca Antoniel                                         | Arnaud Gicquel                                               |
| 5000 m Massenstart   | Luca Antoniel                                          | Jesus Lamberto                                        | Wouter Heytens                                               |
| 10000 m Massenstart  | Arnaud Gicquel                                         | Alain Nègre                                           | Carlos Lamberto                                              |
| 15000 m Massenstart  | Alain Nègre                                            | Haico Bouma                                           | Olivier Babonneau                                            |
| 20000 m Ausscheidung | Marco Giannini                                         | Arnaud Gicquel                                        | Wouter Heytens                                               |
| 10000 m Staffel      | Italien Luca Antoniel Marco Giannini Armando Capannolo | Belgien Nico Briffaerts Xavier Geenens Wouter Heytens | Frankreich Arnaud Gicquel Olivier Babonneau Philippe Boulard |